# Ramilia ghanaensis
Ramilia ghanaensis är en skalbaggsart som beskrevs av Decelle 1968. Ramilia ghanaensis ingår i släktet Ramilia och familjen Melolonthidae. Inga underarter finns listade i Catalogue of Life.